# ساره درايفر
ساره درايفر (بالإنجليزية: Sara Driver)‏ هي كاتبة سيناريو ومخرجة وممثلة أمريكية، ولدت في 15 ديسمبر 1955 في الولايات المتحدة.

## أعمال

### أفلام
- (1980) عطلة دائمة
- (1984) أغرب من الجنة
- (2005) أزهار مكسورة[5]

## وصلات خارجية
- ساره درايفر على موقع IMDb (الإنجليزية)
- ساره درايفر على موقع ألو سيني (الفرنسية)
- ساره درايفر على موقع ميوزك برينز (الإنجليزية)
- ساره درايفر على موقع أول موفي (الإنجليزية)
- ساره درايفر على موقع قاعدة بيانات الأفلام السويدية (السويدية)
- ساره درايفر على موقع ديسكوغز (الإنجليزية)
- ساره درايفر على موقع قاعدة بيانات الفيلم (الإنجليزية)
- ساره درايفر على موقع كينوبويسك (الروسية)